# Bajazid Doda
Bajazid Elmaz Doda (1888 Štirovica – 25. dubna 1933 Vídeň) byl albánský etnografický spisovatel a fotograf. Tajemník a milenec maďarského barona a učence Franze Nopcsy, je autorem knihy Albanisches Bauerleben im oberen Rekatal bei Dibra (Makedonien) (Albánský rolnický život v údolí Horní Řeka nedaleko Dibry (Makedonie)), psané ve Vídni v roce 1914. Je také autorem mnoha vzácných fotografií albánských zemí z počátku 20. století v době, kdy patřily k Osmanské říši, zejména z oblasti Horní Reka, jeho rodiště. Vyhynulý druh želvy Kallokibotion bajazidi po něm pojmenoval jeho milenec Franz Nopcsa.

## Život
Bajazid Doda se narodil v roce 1888 ve Štirovici, albánské osadě v regionu Horní Řeka v Makedonii v tehdejší Osmanské říši. Odešel do Rumunska za prací, jako mnoho jiných obyvatel Horní Řeky. V rumunské Bukurešti se v roce 1906 setkal s uherským baronem a učencem Franzem Nopcsou (1877–1933), který ho najal jako svého služebníka. Oba se stali milenci a začali žít společně.
Nopcsa a Doda opustili Bukurešť, odešli do rodinného sídla rodiny Nopcsových v Săcelu v Transylvánii a poté několik měsíců strávili v Londýně, kde Doda onemocněl chřipkou. V polovině listopadu 1907 cestovali oba do Skadaru, kde udržovali dům od roku 1907 do roku 1910 a znovu od října 1913. Když projížděli kolem Mirditë, unesli je slavní bandité Mustafa Lita. Po propuštění v Prizrenu cestovali do Skopje a navštívili domov Dody v regionu Horní Řeka. Odjeli zpět do Skadaru a navštívili země kmenů Hoti a Gruda. Oba cestovali společně po albánských zemích. Během první světové války v letech 1915-1916 vzal Nopcsa s sebou Dodu a sloužil v rakousko-uherské armádě v Kosovu. Po válce žili hlavně ve Vídni, kde Nopcsa vydal několik knih a stal se známým nejen jako albanolog, ale také jako paleontolog a geolog. Asi 3 roky poté podnikli turné po Evropě na motocyklu a hledali fosílie. Dne 25. dubna 1933 Nopcsa trpící depresí zabil Dodu ve spánku a poté spáchal sebevraždu.

## Fotografická a literární díla
Doda je autorem knihy Albanisches Bauerleben im oberen Rekatal bei Dibra (Makedonien) (Albánský rolnický život v údolí Horní Řeka nedaleko Dibry (Makedonie)), která byla dokončena ve Vídni v dubnu 1914 a byla vydána posmrtně ve Vídni 2007 poté, co byl rukopis znovuobjeven v archivech. Publikace je doprovázena originálními fotografiemi dodanými Dodou v roce 1907, které se skládají převážně z vesnice Štirovica a jejího okolí, spolu se dvěma doprovodnými fotografiemi Skopje. Kniha Dody obsahuje mnoho cenných informací o Horní Řece a její kultuře, zvycích, jazyce a dalších aspektech života. Cílem knihy bylo podle autora popsat mizející životní styl muslimského prvku v obci Horní Řeka a vyvrátit tvrzení Spiridona Gopčeviče v jeho knize Makedonie a Staré Srbsko (1889), že Albánci z obce Horní Řeka jsou albánští Slované.
Robert Elsie uvedl, že původní skript, považovaný za ztracený, mohl být celý (nebo značný příspěvek) přeložen do němčiny Nopcsou z albánštiny, kvůli množství albánského slovníku, který obsahoval. Elsie ocenila knihu za podrobné informace o Horní Řece a protože byla sepsána v době, kdy se albánská literatura psala velmi málo. Elsie tvrdí, že práce byla první, která v literatuře použila dialekt oblasti Horní Řeky. Ostatní vědci, jako Andrea Pieroni, popisují práci jako „velmi podrobný etnografický výčet“, který obsahuje „důležité poznámky týkající se místního využití potravin a léčivých rostlin“ o výzkumu regionu Horní Řeka.

## Galerie

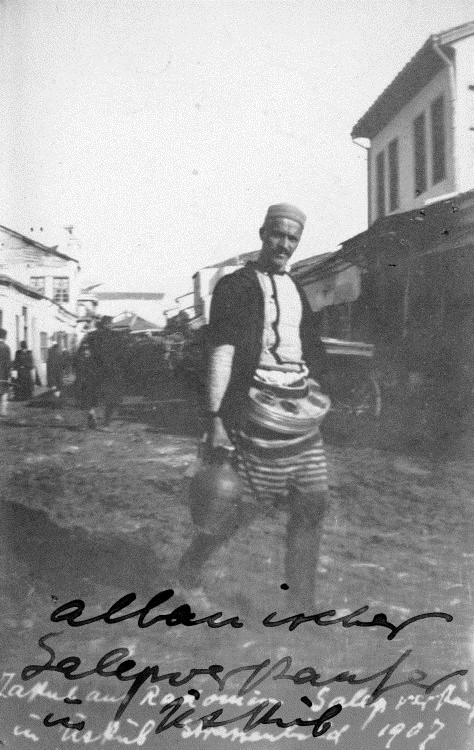
Albánský obchodník se salepem, Skopje, 1907
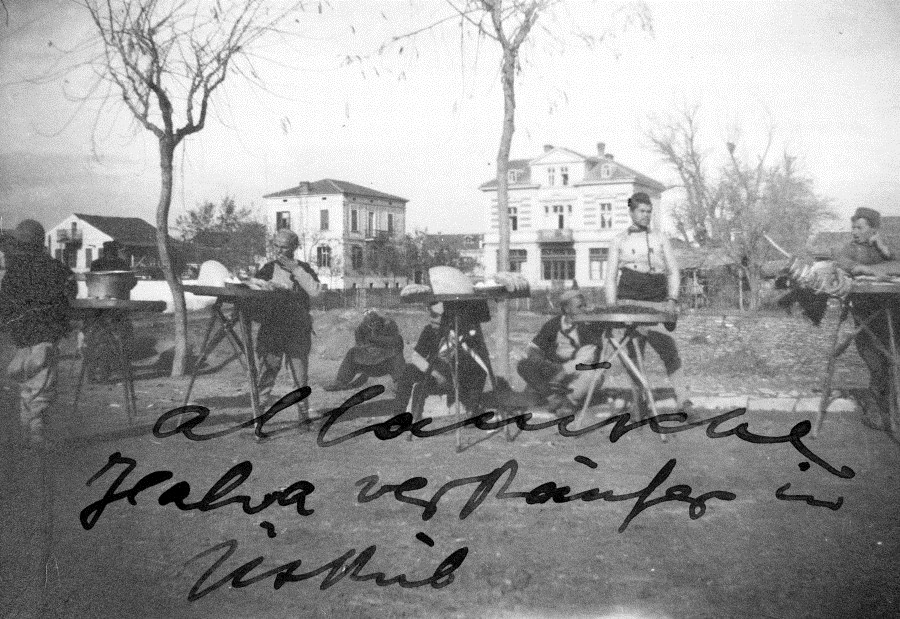
Albánští obchodníci s halvou, Skopje, 1907
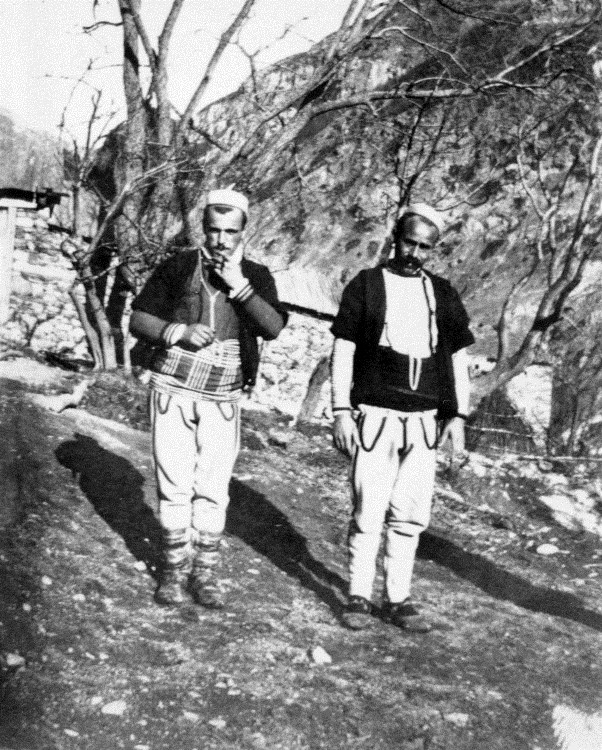
Dva muži: Muž z Horní Řeky vlevo a muž ze Strezimiru vpravo
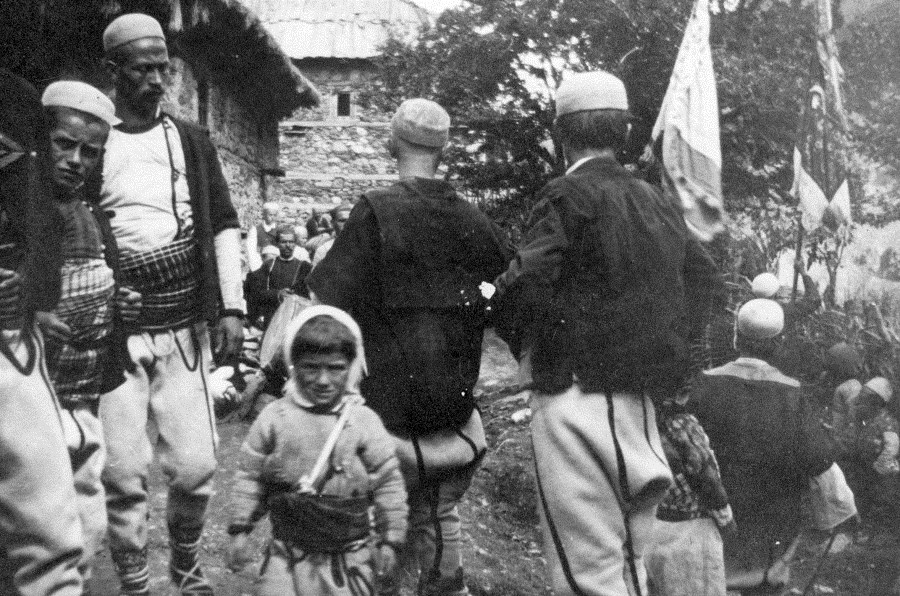
Příjezd svatební hostiny ve Štirovici
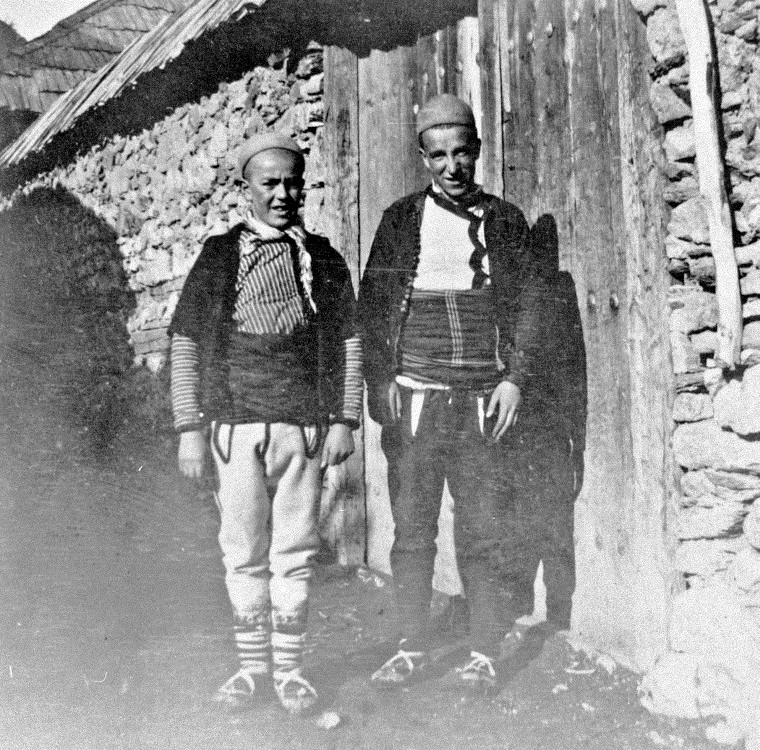
Dva mladí muži Štirovica předvádějící opingas (kožená obuv)
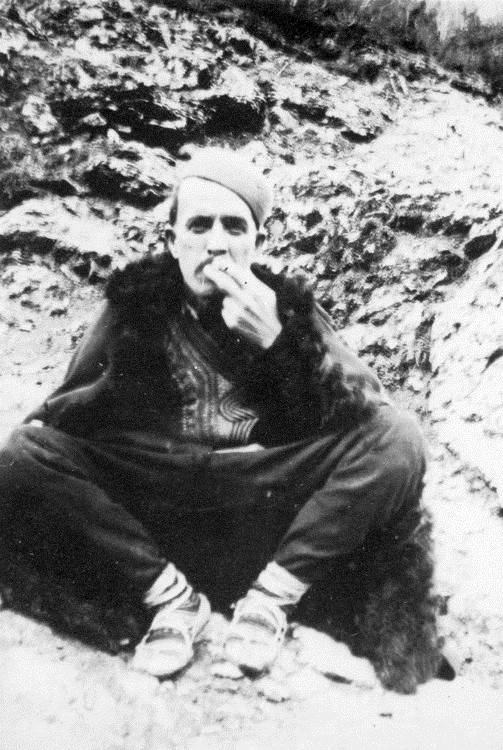
Muž kouří, Horní Řeka nedaleko Debaru
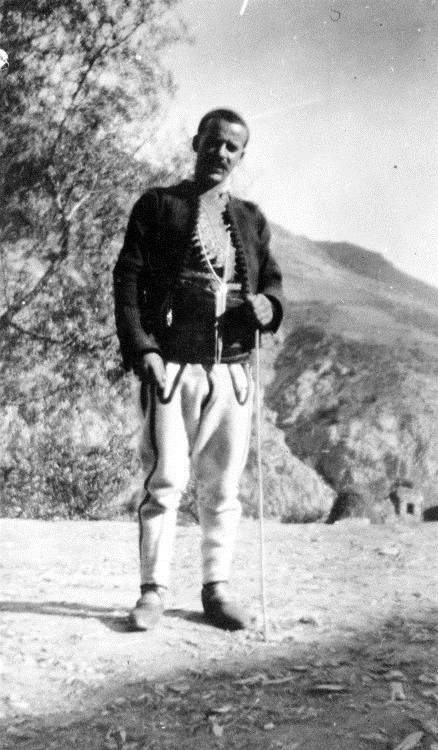
Albánský ženich den po svatbě
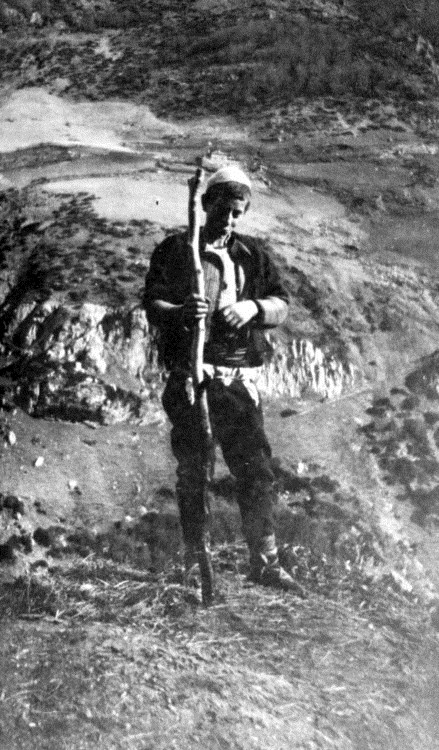
Mladý Albánec nedaleko Debaru, údolí Horní Řeky
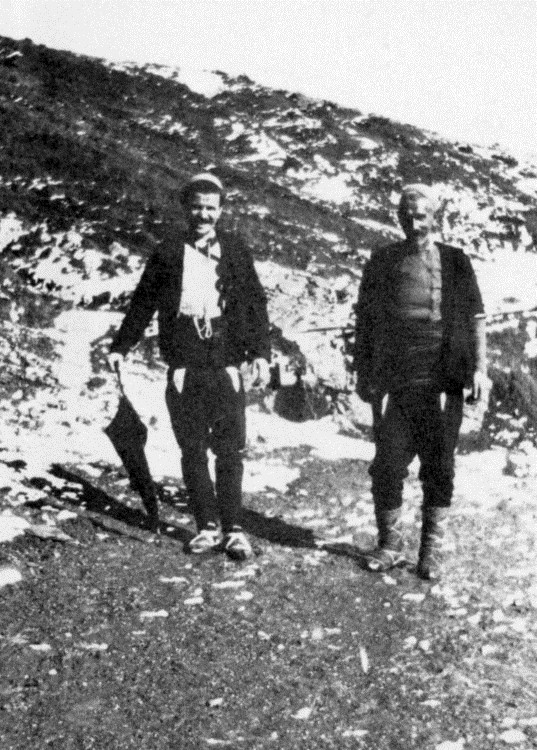
Albánci v údolí Horní Řeka nedaleko Debaru
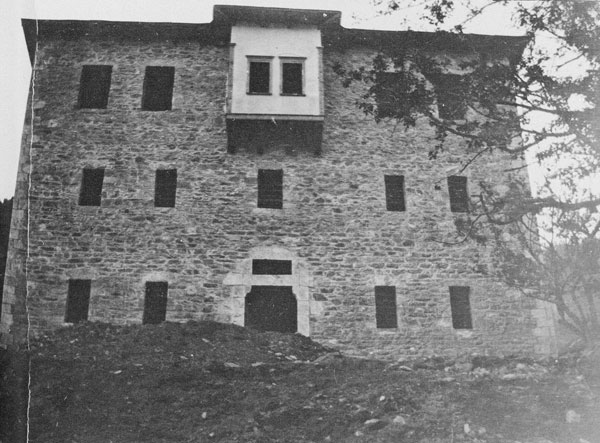
Nový dům v Brodci, 1907
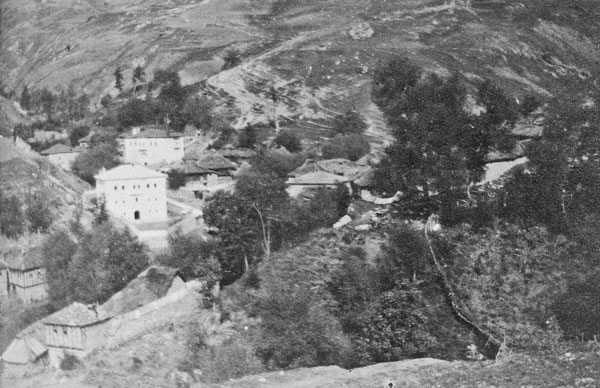
Brodec, 1907
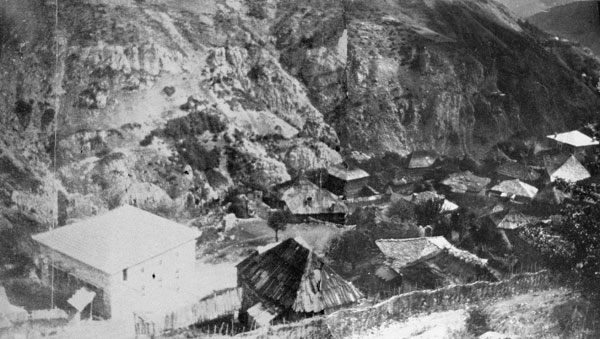
Vesnice Štirovica, 1907
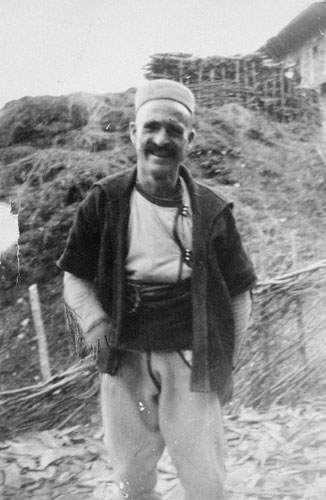
Albánci z údolí Horní Řeky nedaleko Debaru, 1907
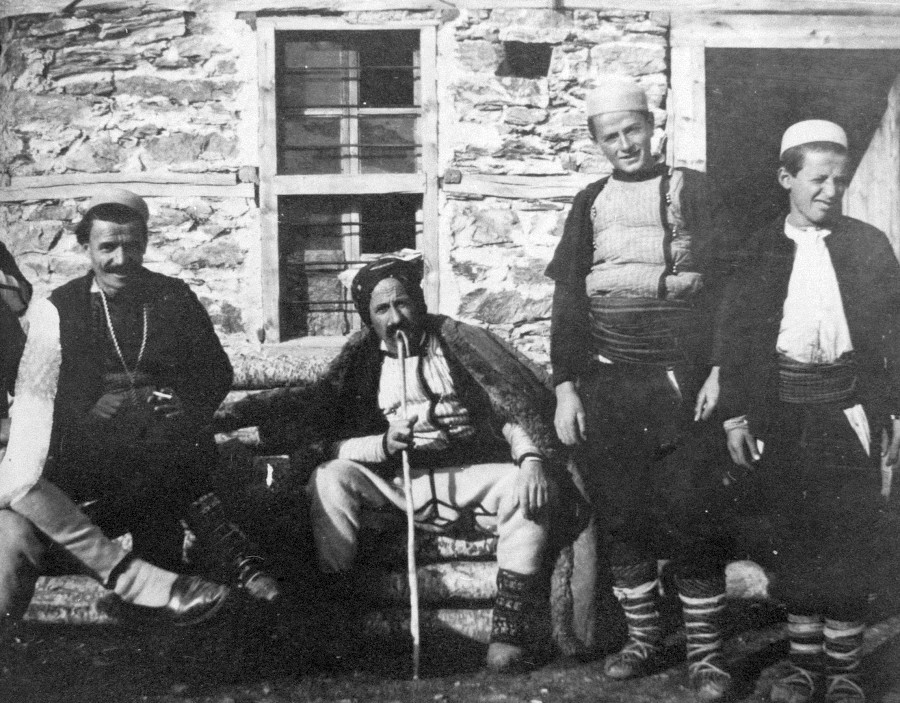
Pastýř v ovčím plášti s muži ze Štirovice, 1907
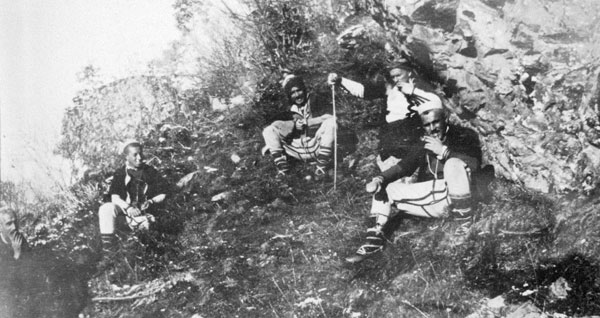
Muži ze Štirovice konverzující na svahu, 1907
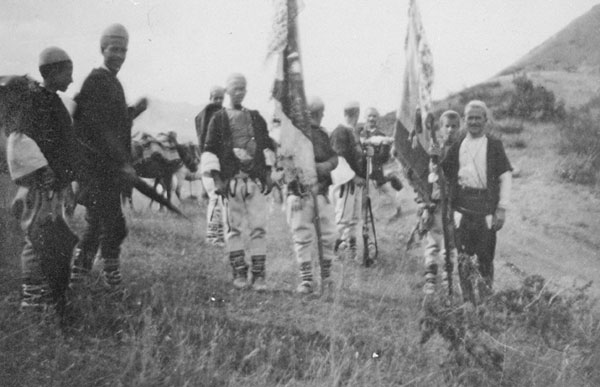
Svatební hostina v horách Horní Řeky, 1907
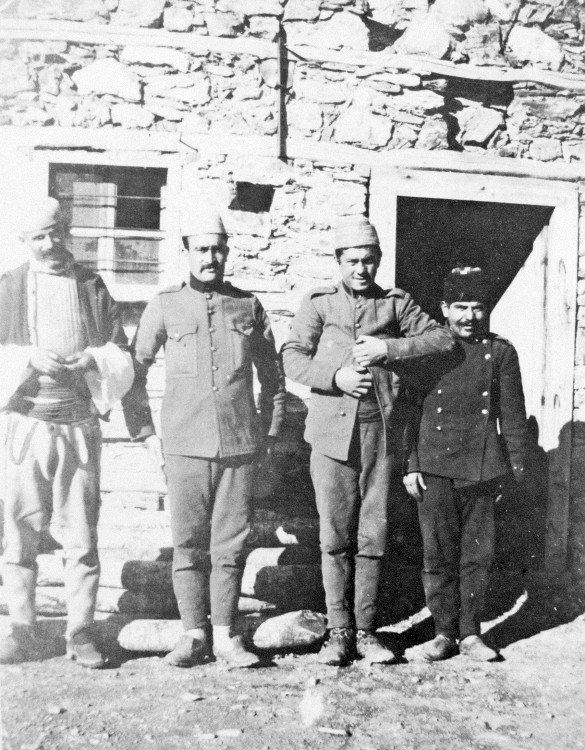
Turecké četnictvo, Horní Řeka, 1907